# Ловрен, Давор
Давор Ловрен (хорв. Davor Lovren; родился 3 октября 1998, Мюнхен) — хорватский футболист, крайний полузащитник.

## Клубная карьера
Воспитанник юношеской академии клуба «Динамо Загреб».
Профессиональный дебют Давора состоялся 14 мая 2016 года в матче чемпионата Хорватии против клуба "Локомотива>.
В июне 2017 года отправился в двухлетнюю аренду в клуб Второй Бундеслиги «Фортуна Дюссельдорф». В сезоне 2017/18 помог команде стать чемпионом Второй Бундеслиги и выйти в высший дивизион немецкого футбола.
В июле 2018 года был включён в число номинантов на награду Golden Boy.

## Карьера в сборной
В 2015 году в составе сборной Хорватии до 17 лет принял участие в чемпионате мира для игроков до 17 лет. Отметился забитым мячом в матче 1/8 финала против Германии 29 октября 2015 года.

## Личная жизнь
Давор — младший брат защитника сборной Хорватии Деяна Ловрена.